# Trigonodes lucasii
Trigonodes lucasii là một loài bướm đêm trong họ Noctuidae.